# Сан Феличе дел Бенако
Сан Феличе дел Бенако је насеље у Италији у округу Бреша, региону Ломбардија.
Према процени из 2011. у насељу је живело 3081 становника. Насеље се налази на надморској висини од 98 м.

## Становништво
Према резултатима пописа становништва 2011. у општини је живело 3.403 становника.
| 1951. | 1961. | 1971. | 1981. | 1991. | 2001. | 2011. |
| ----- | ----- | ----- | ----- | ----- | ----- | ----- |
| 1.981 | 1.856 | 2.192 | 1.961 | 2.408 | 2.939 | 3.403 |